# Mick Blue
Mick Blue (Graz; 9 de septiembre de 1976) es un prolífico actor pornográfico y director de cine austriaco.

## Biografía
Mick Blue, cuyo nombre de nacimiento fue Michael Omelko, nació en la ciudad austriaca de Graz, en la región de Estiria, la misma ciudad en la que también nació el actor Arnold Schwarzenegger. Comenzó a trabajar como modelo erótico en sesiones fotográficas para la revista OEKM. Su primera incursión en el porno fue en el año 2000, en un viaje que realizaba a París trabajando para la empresa alemana Videorama.
Todavía siendo nuevo en la industria, Mick tuvo que esperar hasta el año 2001 para que empezara a recibir sus primeras ofertas de trabajo, especialmente en Europa. Su trabajo con diversas productoras del Viejo Continente le hicieron ganador de varios premios importantes de la industria. Posteriormente, en 2005 dio el salto a la todopoderosa industria estadounidense, donde alterna hasta la actualidad su faceta como actor y director.
En enero de 2005, Blue firmó un contrato en exclusiva de actuación y dirección con la productora Zero Tolerance. Su debut cinematográfico fue con la película Meet the Fuckers. También ha dirigido películas para Elegant Angel con el sobrenombre de Grazer.
En marzo de 2014 se casó con la actriz pornográfica estadounidense Anikka Albrite. Tanto él como su esposa consiguieron en 2015 los Premios AVN al Artista masculino del año y a la Artista femenina del año, siendo el primer matrimonio de actores en conseguir ganarlo de manera simultánea.
En 2017 fue incluida en el Salón de la Fama de los Premios AVN.
Ha rodado más de 5000 películas como actor, y ha grabado más de 900 como director.